# Hermann Obrecht

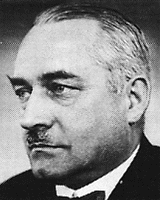
Hermann Obrecht

Hermann Franz Obrecht (* 26. März 1882 in Grenchen; † 21. August 1940 in Bern, heimatberechtigt in Grenchen) war ein Schweizer Politiker (FDP). Nach kurzer beruflicher Tätigkeit als Lehrer, Journalist und Beamter wurde er 1909 im Alter von nur 27 Jahren in den Regierungsrat des Kantons Solothurn gewählt und leitete daraufhin die Finanz- und Militärdirektion. Er trat 1917 zurück, um sich in den Kantonsrat, den Gemeinderat der Stadt Solothurn und in den Nationalrat wählen zu lassen. Dank seines hervorragenden Rufs als Finanz- und Wirtschaftsexperte gehörte er den Verwaltungsräten verschiedener Unternehmen an. Obwohl er seit 1928 nicht mehr dem Nationalrat angehörte, wählte ihn die Bundesversammlung im April 1935 in den Bundesrat. Als Vorsteher des Volkswirtschaftsdepartements trug Obrecht wesentlich dazu bei, allmählich die in der Schweiz herrschende Wirtschaftskrise zu überwinden. Die bedeutendste Massnahme war im September 1936 die von ihm unterstützte Abwertung des Schweizer Frankens um 30 Prozent. Ebenso schuf er die organisatorischen Voraussetzungen für die Kriegswirtschaft während des Zweiten Weltkriegs. Er trat Ende Juli 1940 zurück, wenige Wochen vor seinem Tod.

## Biografie

### Beruf und Familie
Er war das älteste von drei Kindern des Uhrmachers und Kleinbauern Matthäus Josef Obrecht und der Heimarbeiterin Anna Maria Lutiger. Als er zwölf Jahre alt war, starb der Vater nach jahrelanger Krankheit an Tuberkulose. Obrecht war nun Halbwaise, konnte aber aufgrund hervorragender schulischer Leistungen die Bezirksschule absolvieren und wechselte dann auf Empfehlung der Lehrerschaft an das Lehrerseminar in Solothurn. Nach dem Abschluss im Sommer 1901 zog er vorübergehend nach Welschenrohr, um dort an der Primarschule zu unterrichten. Diesen Beruf übte er jedoch weniger als ein Jahr lang aus, denn im Frühjahr 1902 trat er als Kanzlist der Amtsschreiberei Solothurn in die kantonale Verwaltung ein. Ab 1904 arbeitete er als Sekretär im Finanzdepartement des Kantons Solothurn.
1907 heiratete er Lina Emch, die Tochter eines Sägewerkbesitzers und Zimmermanns. Mit ihr hatte Obrecht drei Kinder, darunter den späteren National- und Ständerat Karl Obrecht. Ab 1907 war er nebenbei auch als politischer Redaktor der Solothurner Zeitung tätig, die von seinem Freund Gottlieb Vogt gegründet worden war. Obrecht durchlief auch eine steile militärische Laufbahn in der Schweizer Armee: Ab 1904 war er Leutnant, ab 1912 Hauptmann, ab 1918 Major und Bataillonskommandant. Im Jahr 1924 folgte die Beförderung zum Oberstleutnant und Regimentskommandanten und schliesslich 1930 zum Obersten und Brigadekommandanten.

### Kantons- und Bundespolitik
Ohne zuvor ein politisches Amt ausgeübt zu haben, wurde Obrecht 1909 von der Solothurner FdP als Kandidat für den Regierungsrat nominiert und daraufhin problemlos gewählt. Mit nur 27 Jahren war er damals das jüngste Mitglied aller Kantonsregierungen der Schweiz. Als Vorsteher der Finanz- und Militärdirektion plante er eine kantonale Alters- und Invalidenversicherung und liess dafür einen Fonds äufnen. Mit einer grosszügigeren Sozialpolitik wollte er insbesondere den raschen Aufstieg der Sozialdemokraten bremsen und die Arbeiterschaft enger an die FdP binden. Dies gelang ihm angesichts der grossen sozialen Not während des Ersten Weltkriegs jedoch nicht. Von Amtes wegen gehörte er dem Bankrat der Schweizerischen Nationalbank an, ebenso präsidierte er die Finanzdirektorenkonferenz.
Im Frühjahr 1917 trat Obrecht überraschend als Regierungsrat zurück, zumal er damals erst 35-jährig war. Stattdessen kandidierte er um einen Sitz im Kantonsrat und wurde in seinem Wahlkreis mit dem besten Ergebnis gewählt. Ebenso liess er sich zum Mitglied des Gemeinderates von Solothurn wählen. Ein halbes Jahr später kandidierte er auch bei den Parlamentswahlen 1917 und schaffte den Einzug in den Nationalrat. Damit war er sowohl auf Bundesebene, als auch kantonal und kommunal politisch aktiv. Beruflich war Obrecht nun Teilhaber des Notariats seines jüngeren Bruders Werner und sass in den Verwaltungsräten verschiedener Unternehmen, darunter der Metallwerke Dornach, der Solothurner Kantonalbank und des Schweizerischen Bankvereins. Ebenso war er Verwaltungsratspräsident des Uhrenkonzerns ASUAG und der Waffenfabrik Solothurn.
Wegen seiner Tätigkeit bei der Waffenfabrik Solothurn, einem Joint-Venture der Rüstungskonzerne Rheinmetall und Hirtenberger, musste sich Obrecht vor allem von sozialdemokratischer Seite heftige Kritik gefallen lassen und erhielt den wenig schmeichelhaften Spitznamen «Kanonenkönig». Wovon die breite Öffentlichkeit damals keine Kenntnisse hatte, war die Tatsache, dass die Waffenfabrik auch dazu diente, die bei der Pariser Friedenskonferenz 1919 auferlegte Beschränkung der Kriegsmaterialproduktion für die Weimarer Republik und Österreich zu umgehen. Unter Obrechts Leitung führte das Unternehmen bis 1935 zwei grössere Aufträge für Österreich und Ungarn aus, die beide den Vertrag von Saint-Germain massiv verletzten. Der Bundesrat wusste zwar davon, tolerierte aber den Vertragsbruch. Daneben war Obrecht an weiteren Geschäften des österreichischen Rüstungsindustriellen Fritz Mandl in autoritären Staaten beteiligt, auch nach der Machtergreifung der Nationalsozialisten.
Spätestens seit dem Landesstreik von 1918 war Obrecht ein unnachgiebiger Gegner der Sozialdemokraten. Obwohl er 1928 als Nationalrat zurücktrat, galt er auf Bundesebene weiterhin als ausgewiesener Finanz- und Wirtschaftsexperte. Edmund Schulthess gab im März 1935 seinen Rücktritt aus dem Bundesrat bekannt. Als seinen Nachfolger hätte er am liebsten Emil Keller gesehen, doch hinter den Kulissen setzten sich verschiedene einflussreiche Politiker massiv für Obrecht ein, da sie ihm die Lösung der damaligen Wirtschaftskrise zutrauten. Dazu gehörten der katholisch-konservative «Königsmacher» Heinrich Walther und auch Bundespräsident Rudolf Minger. Die FDP-Fraktion fühlte sich zwar etwas überrumpelt, nominierte Obrecht aber trotzdem. Bei der Bundesratswahl am 4. April 1935 setzte sich dieser im ersten Wahlgang mit 125 von 205 gültigen Stimmen durch; auf den SP-Gegenkandidaten Henri Perret entfielen 54 Stimmen, auf verschiedene andere Personen 26 Stimmen.

### Bundesrat
Wie erwartet übernahm Obrecht die Leitung des Volkswirtschaftsdepartements. In den folgenden Wochen setzte er sich energisch gegen die von einem linken Aktionskomitee eingereichte Kriseninitiative ein. Diese wollte durch Stützung der Einkommen im Inland die Nachfrage stimulieren und dadurch den Wegfall der Exporteinnahmen kompensieren, ebenso sollten durch planmässige öffentliche Investitionen neue Arbeitsplätze geschaffen werden. Auf die Ablehnung durch Volk und Stände am 2. Juni 1935 reagierten die Sozialdemokraten mit einer Arbeitsbeschaffungsinitiative. In langwierigen Verhandlungen gelang es Obrecht daraufhin, mit den Sozialdemokraten einen Kompromiss zu finden. Ein Bundesbeschluss zum Ausbau der Landesverteidigung, der auch Massnahmen zur Bekämpfung der Arbeitslosigkeit beinhaltete, war in der Volksabstimmung vom 4. Juni 1939 erfolgreich.
Gegen den Widerstand der Nationalbank und des Finanzdepartements beschloss der Bundesrat am 26. September 1936 die Abwertung des Schweizer Frankens um 30 Prozent. Federführend bei dieser Entscheidung war Obrecht, der zuerst Minger und mit ihm zusammen eine Mehrheit des Kollegiums von der Richtigkeit der Massnahme überzeugen konnte. Auf allgemeine Zustimmung in allen politischen Lagern stiess im November 1937 ein von Obrecht ausgearbeitetes Bundesgesetz zur Sicherstellung der Landesversorgung, das die Kriegswirtschaft auf der Basis des Milizsystems organisierte; damit sollten die während des Ersten Weltkriegs üblichen Improvisationen vermieden werden. Nach dem Ausbruch des Zweiten Weltkriegs war es dem Bundesrat möglich, gestützt auf die ihm erteilten Vollmachten staatsinterventionistische Massnahmen zu ergreifen. Obrecht schuf auch die gesetzlichen Grundlagen für die Einführung der Lohnersatzordnung für Soldaten während der Dienstzeit, die 1940 in Kraft trat.
Am 16. März 1939, unmittelbar nach dem Anschluss Österreichs, hielt Obrecht in Basel vor der Neuen Helvetischen Gesellschaft eine vielbeachtete Rede. Darin bezog er eindeutig Position für eine unabhängige Schweiz und erteilte jeglichen Annäherungen an nationalsozialistisches oder faschistisches Gedankengut eine deutliche Absage. Vor allem der Satz «Wir Schweizer werden nicht zuerst ins Ausland wallfahren gehen» blieb in Erinnerung. Damit spielte er auf die Audienzen von Emil Hácha und Kurt Schuschnigg bei Adolf Hitler an, die faktisch das Ende der Tschechoslowakei und Österreichs bedeutet hatten. Mit einem Schlag war Obrecht der beliebteste aller Bundesräte und erhielt neun Monate später bei der Bestätigungswahl das beste Ergebnis. Im Dezember 1939 erlitt er einen Herzinfarkt und verbrachte daraufhin zwei Monate in einem Sanatorium in Luzern (während dieser Zeit wurde er durch Minger vertreten). Schwer traf ihn auch der Tod seiner Ehefrau im April 1940. Am 20. Juni gab er seinen Rücktritt auf Ende Juli bekannt. Am Morgen des 21. August 1940 verstarb er 58-jährig in seiner Berner Wohnung.